# Menschenmühle
Menschenmühle è il disco autoprodotto d'esordio del gruppo black/death metal tedesco dei Kanonenfieber.

## Origine
Le nove tracce dell'album sono state registrate dal creatore del progetto Noise, col solo ausilio del batterista "Noderra", nel Noisebringer Studio di Bamberga, da settembre a fine novembre 2020. Il missaggio e il mastering hanno richiesto un altro mese e mezzo fino a metà gennaio 2021.
L'uscita è avvenuta il 20 febbraio 2021 tramite l'etichetta Noisebringer Records. Nello stesso anno, l'album è stato pubblicato anche dall'etichetta italiana Avantgarde Music.

## La copertina
L'immagine è un manifesto dell'ungherese Mihály Biró, creato per pubblicizzare una manifestazione antimilitarista, che recita: Contro gli orrori della guerra - Tutti i lavoratori devono protestare contro il massacro di massa.
Su sfondo arancione, la metà destra della copertina mostra un grande scheletro in uniforme da ufficiale con varie medaglie e una sciabola. Si erge su una massa anonima di piccole persone e sta per infilarne un gran numero con una pala in un cannone che sporge da sinistra.

## Brani
1. Die Feuertaufe – 5:56
2. Dicke Bertha – 4:46
3. Die Schlacht Bei Tannenberg – 7:56
4. Der Letzte Flug – 5:25
5. Grabenlieder – 5:25
6. Grabenkampf – 7:05
7. In's Niemandsland – 4:20
8. Unterstandsangst – 7:17
9. Verscharrt Und Ungerühmt – 2:27

## Contenuto
Ogni canzone racconta la vicenda di un personaggio o di un gruppo di persone reale, raccontando la guerra dal punto di vista dei soldati trattando gli eventi nel modo più realistico possibile, senza glorificare la guerra.
Il testo del brano di apertura, Die Feuertaufe (Il battesimo del fuoco), parla dell'arrivo al fronte di un soldato tedesco pieno di aspettative e che vuole difendere la patria sconfiggendo il nemico francese. Come incipit si può ascoltare il discorso del Kaiser Guglielmo II dell'inizio di agosto 1914. Il secondo brano, Dicke Bertha elenca le istruzioni per l'uso del cannone Dicke Bertha e i suoi devastanti effetti. La canzone si conclude con un estratto dal discorso di encomio di Francesco Giuseppe I per l'intera artiglieria, pronunciato dall'arciduca Leopoldo Salvatore. All'inizio del terzo pezzo, Die Schlacht bei Tannenberg (La battaglia di Tannenberg), si può ascoltare Paul von Hindenburg pronunciare brani di un discorso che tenne in occasione della battaglia del 1914, il cui svolgimento viene raccontato nella lirica.
Der letzte Flug (L'ultimo volo) racconta la storia di un pilota che si schianta durante una missione nel 1917 e muore. Grabenlieder (Canzone di trincea) parla dell'inverno in trincea e Grabenkampf (Battaglia di trincea) descrive vividamente la lotta corpo a corpo nelle trincee. All'interno del brano viene riprodotto un estratto del discorso tenuto da Paul von Hindenburg in occasione del suo settantesimo compleanno.
Il pezzo In's Niemandsland (Nella terra di nessuno) tratta dell'avanzata verso la terra di nessuno tra le linee del fronte e dei pericoli che attendono i soldati. I sentimenti di estrema paura e sofferenza dei soldati nascosti nei tunnel sono l'argomento del penultimo pezzo, Unterstandsangst (Ansia da sottosuolo). Paul von Hindenburg pronuncia un discorso sullo stato della nazione nell'ottobre 1917 che viene inserito nell'incipit del brano. Il pezzo finale, Verscharrt und Ungerühmt (Sepolto e sconosciuto) racconta la morte come un destino che accomuna tutti i soldati in prima linea e alla fine li riunisce nella loro ultima dimora. Quest'ultimo episodio è una ballata di genere popolare ed acustica.

## Recensioni
L'opera viene apostrofata come "consistente"; "debutto eccezionale" per il sito brasiliano The old coffin spirit; "da molto tempo un gruppo non attirava così tanta attenzione con il lavoro di debutto"; su Metal.de si afferma: "“Menschenmühle” è un debutto impressionante – dal concepimento alla realizzazione musicale"; il sito turco Metalperver scrive "Kanonenfieber è riuscito a distinguersi con un lavoro di qualità".
Metal storm nota che "uno dei maggiori pregi di questo album è la sua varietà: ogni canzone offre qualcosa di diverso e all'interno delle canzoni si verificano spesso cambiamenti di umore e di ritmo";
Jan Jaedike di Rock Hard descrive la musica come "death metal epico, che ricorda gli Heaven Shall Burn" grazie alle sue melodie e alla meticolosa lavorazione artigianale; Maik di Zephyr's odem lo vede come un lavoro di "Black metal tradizionale, con inserti interessanti e un concept che, in termini di freddezza e disperazione, supera qualsiasi altro lavoro che abbia a che fare con diavoli, demoni e rituali bestiali."